# Hokendauqua
Hokendauqua is een plaats (census-designated place) in de Amerikaanse staat Pennsylvania, en valt bestuurlijk gezien onder Lehigh County.

## Demografie
Bij de volkstelling in 2000 werd het aantal inwoners vastgesteld op 3411.

## Geografie
Volgens het United States Census Bureau beslaat de plaats een oppervlakte van
2,9 km², geheel bestaande uit land.

## Plaatsen in de nabije omgeving
De onderstaande figuur toont nabijgelegen plaatsen in een straal van 4 km rond Hokendauqua.